# Lágrima Ríos
Lida Melba Benavídez Tabárez (Durazno, 26 de septiembre de 1924 - Montevideo, 25 de diciembre de 2006), conocida como Lágrima Ríos, fue una cantante afrodescendiente uruguaya, que destacó en los cantos del candombe. Conocida también como «la perla negra del tango» y la «dama del candombe», se dice que «representa la más noble esencia del canto mestizo y negro». Su voz era potente, como afirmaba ella misma: «los negros tenemos las cuerdas vocales una pinta más gruesa que los blancos».

## Origen de su nombre artístico
Alberto Mastra, su maestro, al integrarla en uno de sus famosos tríos, le advirtió:[cita requerida]

Vamos a cambiarte el nombre, elige entre Armonía o Lágrima. Ella eligió Lágrima, porque las lágrimas no siempre son de tristeza, las grandes alegrías también nos hacen llorar. Esta tarde, en su casa de la calle Durazno, bien al sur, las lágrimas fueron esa mezcla incierta al recordar a su madre, con la devoción que sólo un hijo criado en el amor puede profesar. Hace años que Lida del Río primero y Lágrima Ríos después, se constituyó en la voz femenina del candombe.

## Biografía

### Infancia y adolescencia
De etnia negra, nació en Uruguay, en el departamento de Durazno (en la casa de la calle Baltasar Brum 661, modesta vivienda que aún subsiste). La fecha de su nacimiento es el 26 de septiembre de 1924 según sus biógrafos, pero en su partida de nacimiento consta 8 de octubre de 1924 (en la primera sección de Durazno, en la calle Ituzaingó 757).
Nació cuando su madre tenía diecisiete años. No conoció a su padre, pero sí a sus abuelos maternos. La abuela, dentro de su pobreza, ayudaba a su hija y a su nieta. Procedía (la abuela) de un grupo de esclavos fugados de Brasil a través del río Yaguarón; decían de ella que «cortaba el mal con tijeras»; además dejaba restos de café en una taza que ponía sobre una repisa. Cuando estos abuelos se trasladaron a Montevideo, enseñaron pasos de danza a otros negros: escoberos, mamás viejas, y tamborileros de las llamadas. Su abuela vivió hasta los 89 años.
En su infancia, Lágrima Ríos vivió una vida de extrema pobreza.  A pesar de ello y de sus pocos estímulos, ya desde su infancia deseaba el baile con toda su alma, y sentía que «bailaba hasta soñando».
Siendo muy niña, su madre dejó la ciudad de Durazno, y vivieron entonces en diversos conventillos en la capital del país. Se mudaban muy a menudo, y su madre aceptaba cualquier trabajo. Conoció a Carlos Gardel a los tres o cuatro años, cuando este buscaba al guitarrista Carlos Portela en el conventillo en que vivían en Durazno 1182, su primer hogar montevideano. El recuerdo en sí de la figura de Gardel es probablemente mínimo; lo que una niña de tan corta edad recuerda es casi con seguridad el «alboroto» que se produjo en el conventillo al llegar el famoso cantante.
También vivió, siendo niña, donde su madre trabajaba como doméstica, cocinera y lavandera; oía en las vitrolas y radios de los vecinos guaranias, rancheras, pasodobles, coplas españolas; músicas y letras que memorizaba, cantaba y bailaba. Relata Lágrima que a los tres años se le despertó el amor por el canto al escuchar los discos en las vitrolas que había en las casas donde la madre trabajaba.
Lágrima Ríos trabajó como empleada doméstica en una casa de la calle 8 de octubre. En la casa de al lado había radio: así ella oía canciones de todas clases y las aprendía de memoria. La deslumbraba el piano que había en la casa, y apretaba sus teclas despacio para que no rezongaran.
Trabajó también como cocinera en la familia de un agregado cultural de la embajada de Estados Unidos; a partir de entonces se compenetró con la música de los blues y otras melodías estadounidenses que cantaba con su particular gracia y emoción.
Vivió sus últimos años en la casa vecina a la Escuela de Niñas No 44 (desde 1926 denominada Escuela N.º 94 Roger Balet, en la calle Durazno 1331, en Montevideo). La Escuela de 2.º Grado de Varones N.º 27, donde Lágrima afirmaba que había asistido Carlos Gardel y donde este fue fotografiado cursando Primer Grado “C”, se encontraba enfrente de la mencionada, en el lugar que ocupa ahora la 'Asociación Cultural Israelita Dr. Jaime Zhitlovsky', calle Durazno 1476. (Durazno 337 según la antigua nomenclatura). Ambas correspondían al barrio Palermo de Montevideo. Martina Iñiguez determinó que la fotografía escolar de Carlitos correspondía a esta última escuela.
De su primer matrimonio, nació su único hijo, Eduardo, militante de Tupamaros exiliado por 30 años en Suecia desde 1973.
Francisco "Paco" Gude fue su compañero y representante durante 30 años. Más información sobre la artista puede ser consultada en los siguientes vídeos:.

### Carrera profesional
Lágrima cantaba en su casa hasta que alguien la escuchó, se interesó por ella y, con permiso de sus padres, en 1945, empezó a cantar junto a un guitarrista.
A los dieciocho comenzó a cantar en los populares «recreos» de barrio, lugares donde la gente se reunía en las noches de verano. No imaginaba que su vida, cada vez más, iba a estar vinculada para siempre al canto.
La voz de Lágrima Ríos, por su excelente calidad y potencia, llamaba la atención del vecindario, y fue entonces cuando empezaron a invitarla a cantar en reuniones familiares, mientras que en la escuela era quien entonaba siempre el solo del himno nacional.
En 1942, la invitaron a cantar en un local que se inauguraba. Ella tenía dieciocho años y fue la primera vez que lo hizo para el público.
En 1950, Alberto Mastra la integró a su trío y le puso el nombre artístico de Lágrima Ríos; con este conjunto estuvo bastante tiempo cantando tangos, siendo la primera mujer negra en hacerlo.
Luego comenzó a salir en carnaval con José Antonio Lungo, que era del barrio. Después conoció a Emilio Riverón, quien tenía tres conjuntos.
También trabajó con Orosmán Fernández, como vocalista en su orquesta. Lágrima formó parte de «Brindis de Sala», grupo coral integrado por los hermanos Ramos, Luis Alberto Gómez y Juan Sequeira, que era un conocido integrante de conjuntos de carnaval. Este grupo interpretaba canciones a capella.
Cantó con Danny Glover y Mary Wilson, actor y cantante estadounidenses; Danny estuvo recientemente en Mundo Afro. Lágrima hizo presentaciones con Celia Cruz, Aníbal Troilo, Roberto Goyeneche, Héctor Mauré y Alberto Castillo.
Actuó en Madrid y Londres, y fue la primera cantante uruguaya y afrodescendiente que actuó en París, en La Sorbona.
En 1972 editó La perla negra del tango, que dedicó a su maestro Alberto Mastra. Se le otorgó la presidencia de Mundo Afro en 1995. Un año después cantó para la Tercera Cumbre Mundial del Tango realizada en Montevideo y en varias ciudades del interior de Uruguay.
Editó su primer disco compacto en 1997, llamado Cantando sueños, y en 1999 filmó el videoclip del tema «Danza Sur». Grabó en París un CD con Pájaro Canzani, exitoso músico uruguayo, cantando en una lengua africana.
En 2005 hizo una presentación en vivo de la canción «Un cielo para los dos», junto a Gustavo Santaolalla, en el concierto brindado por el artista Luciano Supervielle en el Teatro Solís de Montevideo. Previamente se editó un DVD con el concierto llamado «Supervielle en el Solís», en el cual está incluida esta presentación, finalizando con todo el teatro de pie y aplaudiendo a este icono de la música uruguaya.

Soy una mujer a quien Dios le quitó muchas cosas, pero también le dio una garganta que a través de los años fue manteniendo su pureza y hoy puede presentarse frente al público y recibir el aplauso. No sólo en mi país sino también fuera de él. Mi nombre es conocido en lugares donde yo ni siquiera tenía la idea de que ellos supieran que existía alguien llamada Lágrima Ríos. Soy una mujer agradecida a Dios, pero estrella no.
Lágrima Ríos

Actuó en la película documental Café de los maestros, dirigida por Miguel Kohan en 2008, y en el álbum Café de los maestros vol. 1 y 2, producido por Gustavo Santaolalla, en el que registró «Vieja viola»,  acompañada por Aníbal Arias, y «Un cielo para los dos», acompañada por Gustavo Santaolalla.

### Fallecimiento
Falleció el 25 de diciembre de 2006, a causa de una afección cardíaca. Sus restos reposan en el Cementerio del Norte de Montevideo.

## Compromiso con sus raíces
Reconocida por ser la única cantante negra de tango rioplatense, Lágrima Ríos ha asumido un importante papel representativo de la comunidad afro-uruguaya. Concretamente, como presidenta de Mundo Afro.

«Yo me encargo de recibir a los visitantes, de hacer relaciones públicas. Otros compañeros realizan las otras complejas tareas de esta organización no gubernamental que presidimos. Porque desarrollamos proyectos diversos para la comunidad negra, apoyados por dineros que vienen del exterior. Tenemos una biblioteca que es de consulta habitual por estudiantes, estudiosos e investigadores de las raíces afro-uruguayas. Se reciben escuelas y para esos niños tenemos habilitada una muestra especial, valorizando nuestras raíces. Tenemos una sala de espectáculos y cantina».
Lágrima Rios

## Discografía
- La perla negra del tango (1972 - con Hilario Pérez y su conjunto. Mallarini Producciones 30.087).
- Luna y tamboriles (1976 - RCA Victor LPUS 014).
- Mama Isabel (1987 - Orfeo SCO 90863).
- Cantando sueños (1996 - Ayuí / Tacuabé a/e163k).
- Canción para mi pueblo (2005 - Perro Andaluz PA 3644-2).

### Reediciones
- La perla negra del tango y del candombe (reedición. Macondo GAM 672. 1979)
- La perla negra del tango y del candombe (reedición. Perro Andaluz)

## Homenajes
- 2023: Ópera La perla negra, con dirección escénica de Hugo Blandamuro.[9]
- 2024: Un asteroide lleva su nombre desde septiembre de 2024, el asteroide 20054 Lagrimarios (1993 FX37).[10]